# Lac Girouard
Lac Girouard är en sjö i Kanada.   Den ligger i regionen Abitibi-Témiscamingue och provinsen Québec, i den sydöstra delen av landet, 300 km norr om huvudstaden Ottawa. Lac Girouard ligger 377 meter över havet. Arean är 8,2 kvadratkilometer. Den sträcker sig 13,6 kilometer i nord-sydlig riktning, och 7,5 kilometer i öst-västlig riktning.
I omgivningarna runt Lac Girouard växer i huvudsak blandskog. Trakten runt Lac Girouard är nära nog obefolkad, med mindre än två invånare per kvadratkilometer.